# Zwergenten

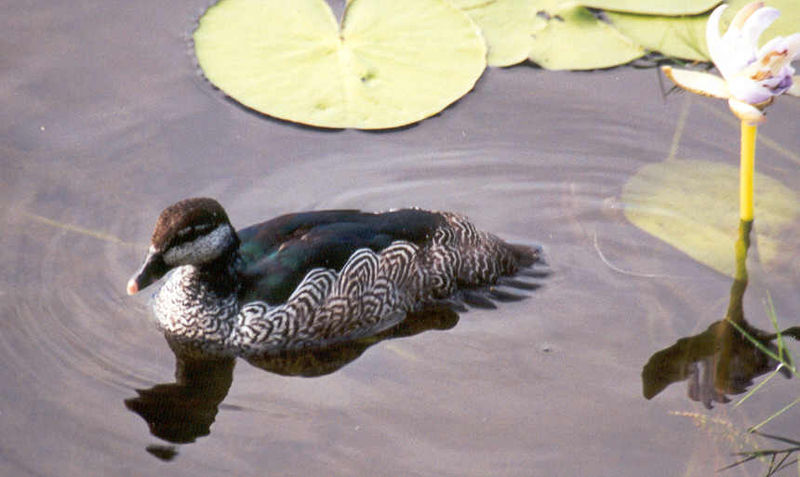
Australische Zwergente

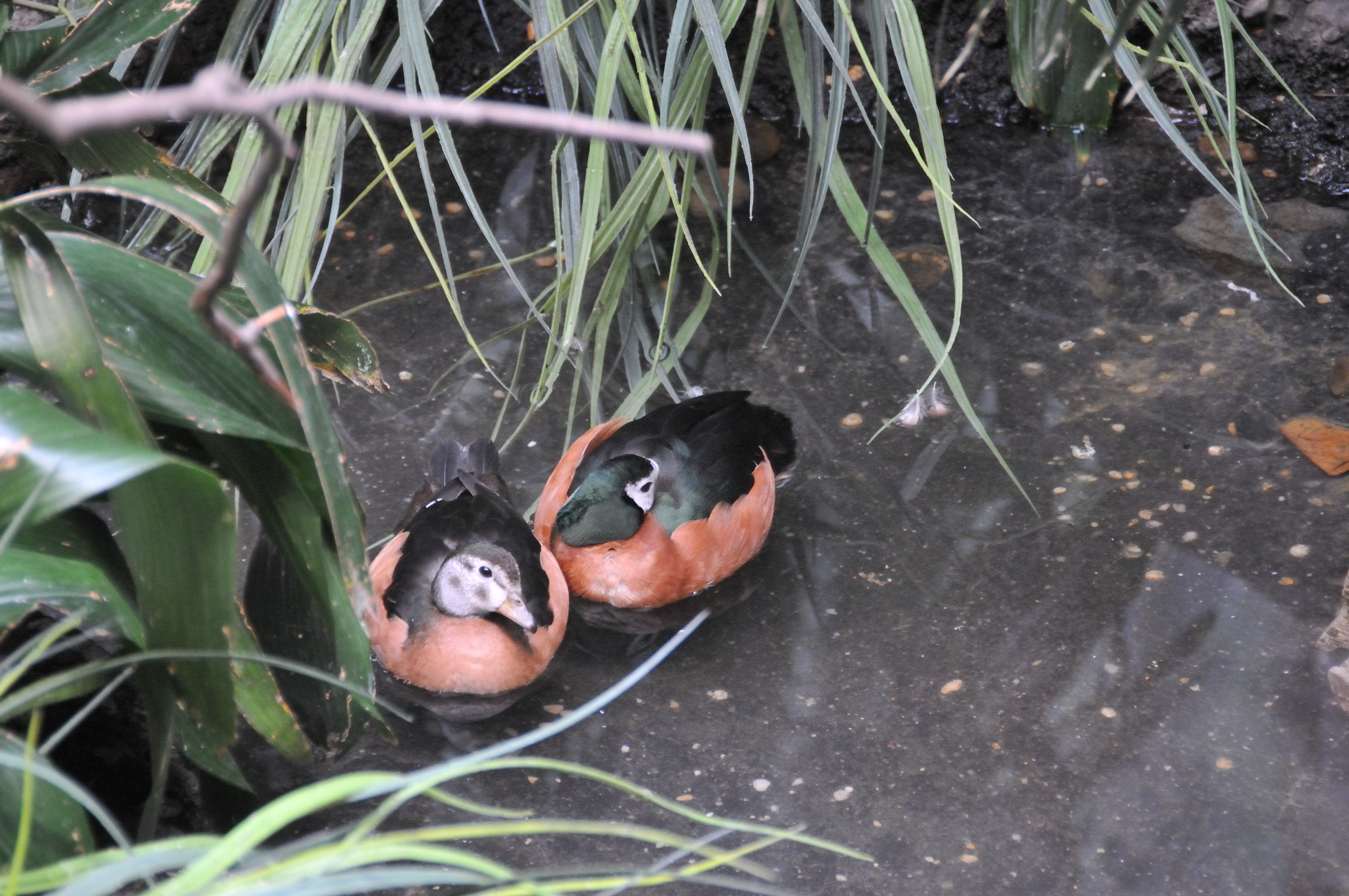
Schmuckzwergente

Die Zwergenten (Nettapus) sind eine Gattung der Entenvögel und werden den Schwimmenten zugerechnet. Die Gattung umfasst drei tropische Arten, die in Australien, Südostasien sowie Afrika und Madagaskar beheimatet sind. Sie zählen zu den kleinsten Entenarten weltweit. Die Indische Zwergglanzente, die in Asien beheimatete Nominatform der Koromandelzwergente, gilt als die kleinste Ente überhaupt.

## Erscheinungsbild
Zwergenten erreichen eine Körpergröße zwischen 27 und 37 Zentimetern. Es sind sehr kompakt gebaute Enten mit einem kurzen Schnabel. Bei der Schmuckzwergente geht der Schnabel sehr gradlinig in die Stirn über. Das dadurch entstehende, keilförmige Kopfprofil erinnert an das von Gänsen, was im englischen Sprachgebrauch zu der Bezeichnung Pigmy Goose geführt hat. Das Kopfprofil der beiden anderen Arten, der Koromandelzwergente und der Australischen Zwergente ist dagegen rundlicher. Alle drei Arten haben verhältnismäßig kurze Beine. Sie sind daher an Land nicht sonderlich behände. Den überwiegenden Teil ihres Lebens verbringen sie auf dem Wasser.
Die Männchen der Koromandelzwergente haben ein überwiegend blasses Körpergefieder. Auffallend bei ihnen ist das dunkle Brustband, das sich deutlich vom übrigen hellen Körpergefieder absetzt. Das Mantelgefieder ist bei ihnen grünlich. Bei der Australischen Zwergente ist die grüne Rückenfärbung bei den Männchen ausgeprägter. Die Flanken sind auffällig geschuppt. Das farbenprächtigste Gefieder weist die Schmuckzwergente auf. Bei ihr sind Flanken und Brust von einem leuchtend hellen Kastanienbraun. Auffallend ist der pudergrüne, schwarz eingefasste Gesichtsfleck, der auch im Balzrepertoire eine Rolle spielt.
Die Weibchen haben grundsätzlich ein etwas unscheinbareres Körpergefieder. Bei ihnen überwiegen bräunliche und graubraune Farbtöne. Bei allen drei Arten haben die Weibchen einen graubraunen Augenstreif. Die Jungvögel ähneln den Weibchen, haben aber regelmäßiger größere Braunanteile im Gefieder.

## Verbreitungsgebiet
Zwergenten sind tropische Enten. Ihr Verbreitungsgebiet umfasst Afrika südlich der Sahara, den indischen Subkontinent, südostasiatische Inselgruppen wie Borneo und Java, Südchina, Neuguinea und Australien.
Das flachenmäßigste kleinste Verbreitungsgebiet hat die Australische Zwergente, die ihren Verbreitungsschwerpunkt im tropischen Norden Australiens und auf Neuguinea hat. Ihr Verbreitungsgebiet überschneidet sich im Nordosten Queenslands mit der Koromandelzwergente. Das Verbreitungsgebiet dieser Art erstreckt sich vom indischen Subkontinent über Sri Lanka und dem Süden Chinas über die Andamanen, den Norden der Philippinen, Borneo, Sumatra, Java, Sulawesi und den Norden Neuguineas sowie den Nordosten Australiens. Irrgäste dieser Art erreichen jedoch auch regelmäßig Bahrein und Oman.
Die Afrikanische Zwergente weist keine Überlappung im Verbreitungsgebiet mit den beiden anderen Arten auf. Ihre Verbreitung reicht vom Senegal und Äthiopien bis in die östlichen subtropischen Regionen der Republik Südafrika. Sie kam in historischer Zeit auch auf Sansibar vor und ist ein Brutvogel der Insel Pemba. Zu ihrem Verbreitungsgebiet gehört außerdem Madagaskar, wo sie besonders häufig im westlichen und nördlichen Tiefland vorkommt.
Die Bestandszahlen der Zwergenten sind nicht sehr hoch. In ihrem Verbreitungsgebiet kommen sie meist nur spärlich vor.

## Lebensraum und Nahrung
Alle drei Arten präferieren ruhige Süßgewässer mit einer reichen Schwimmpflanzenvegetation. Sowohl die Australische als auch die Schmuckzwergente nutzen überwiegend mit Seerosen bestandene Gewässer. Sie nehmen dabei auch sehr kleine Gewässer an. Die Koromandelzwergente kann in Asien beispielsweise häufig auf Park- und Teichtempeln beobachtet werden, sofern diese eine ausreichende Wasservegetation aufweisen.
Alle drei Arten ruhen tagsüber versteckt in der Schwimmpflanzenvegetation. Obwohl ihr Gefieder teilweise sehr kontrastreich wirkt, sind sie zwischen den Blättern kaum zu entdecken. Sie nehmen ihre überwiegend pflanzliche Nahrung von der Wasseroberfläche auf. Inwieweit die Schmuckzwergente auch tauchend ihre Nahrung findet, ist in der Literatur umstritten. In Gefangenschaft hat man außerdem beobachtet, dass Weibchen der Schmuckzwergente Pflanzenstängel mit Samenständen zur Wasseroberfläche herabbiegen und das Männchen zum Fressen herbeiruft. Dieses Verhalten ist mindestens einmal auch bei wildlebenden Schmuckzwergenten beobachtet worden. Seerosensamen spielen bei der Australischen und der Schmuckzwergente eine sehr große Rolle in der Nahrungszusammensetzung. Veränderungen der Schwimmpflanzenvegetation durch eingeführte Fischarten wie etwa Tilapia (in Afrika und Madagaskar) oder sogar eine Veränderung der Vegetationszusammensetzung durch eingeführte Wasserbüffel (Australien) führen zu einem Rückgang der Individuenzahl. 

## Fortpflanzung
Keine der drei Arten weist ein umfangreiches und auffallendes Repertoire an Balzgesten auf. Die Paarbindung scheint bei allen drei Arten über mehrere Fortpflanzungsperioden zu bestehen. Das Männchen spielt bei der Führung der Küken eine Rolle. Es brütet allerdings allein das Weibchen. Als Niststandort werden bevorzugt Baumhöhlen genutzt. Die Bäume stehen dabei meist in unmittelbarer Gewässernähe. Die Koromandelzwergente nutzt auch Gebäude für ihre Brut. Die Schmuckzwergente legt gelegentlich ihr Nest im dichten Röhricht an. Sie nutzt außerdem verlassene Nester des Hammerkopfs für ihre Brut. 

## Haltung in menschlicher Obhut
Zwergenten sind ausgesprochen heikle Pfleglinge, die entsprechend selten in Zoos gezeigt oder von Privatpersonen als Ziergeflügel gehalten werden. Halteversuche gibt es seit den 1930er Jahren. In der Regel überlebten die Enten aber die Eingewöhnungszeit nicht. In der zweiten Hälfte des 20. Jahrhunderts verbesserten sich die Haltemöglichkeiten sowie die Möglichkeiten, den Enten spezielles Futter zu bieten. Der Vogelpark Walsrode hielt beispielsweise die Koromandelzwergente in einer seiner Tropenhallen. Dort wo Zwergenten erfolgreich eingewöhnt wurden, blieb allerdings in der Regel die Nachzucht aus. So erfolgte die Welterstzucht bei der Koromandelzwergente erst im Jahr 1989 durch einen britischen Züchter. Bei der Australischen Zwergente blieben Zuchterfolge mindestens bis zum Jahre 1999 aus. Die Zuchterfolge bei der Schmuckzwergente sind etwas höher, verglichen mit anderen Entenarten aber sehr gering.

## Arten
- Koromandelzwergente (Nettapus coromandelianus)
  - Indische Zwergglanzente (Nettapus coromandelianus coromandelianus)
  - Australische Zwergglanzente (Nettapus coromandelianus albipennis)
- Smaragdzwergente (Nettapus pulchellus)
- Schmuckzwergente (Nettapus auritus)

## Belege